# NGC 2639
NGC 2639 ist eine Spiralgalaxie mit aktivem Galaxienkern vom Hubble-Typ Sa im Sternbild Großer Bär am Nordsternhimmel. Sie ist schätzungsweise 150 Millionen Lichtjahre von der Milchstraße entfernt und hat einen Durchmesser von etwa 80.000 Lichtjahren.
Das Objekt wurde im Jahr 1788 von dem Astronomen Wilhelm Herschel mit einem 48-cm-Teleskop entdeckt.